# Plicisyrinx
Plicisyrinx là một chi ốc biển, là động vật thân mềm chân bụng sống ở biển trong họ Turridae.

## Các loài
Các loài thuộc chi Plicisyrinx bao gồm:
- Plicisyrinx binicostata Sysoev & Kantor, 1986[2]
- Plicisyrinx decapitata Sysoev & Kantor, 1986[3]
- Plicisyrinx plicata (Okutani, 1964)[4]
- Plicisyrinx vitjazi Sysoev & Kantor, 1986[5]